# Ichirin no Hana
Singles de High and Mighty Color
Style ~get glory in this hand~
(2005) Dive into Yourself
(2006)
Ichirin no Hana est le 8e single de High and Mighty Color sorti sous le label SME Records le 11 janvier 2006 au Japon. Il atteint la 2e place du classement de l'Oricon et reste classé 14 semaines pour un total de 84 562 exemplaires vendus.
Ichirin no Hana a été utilisé comme 3e thème d'ouverture de l'anime Bleach et comme campagne publicitaire pour Gamesoft PS2 & Nintendo DS. Ichirin no Hana se trouve sur l'album Gou on Progressive et sur les 2 compilations 10 Color Singles et BEEEEEEST.

## Liste des titres
Toutes les paroles sont écrites par High and Mighty Color.
| 1. | Ichirin no Hana (一輪の花)                   | 3:41 |
| 2. | Warped Reflection                            | 4:08 |
| 3. | Ichirin no Hana ~huge hollow mix~ (一輪の花) | 4:41 |
| 4. | Ichirin no Hana (less vocal track)           | 3:41 |